# Scatophila eremita
Scatophila eremita är en tvåvingeart som först beskrevs av Frey 1954.  Scatophila eremita ingår i släktet Scatophila och familjen vattenflugor.
Artens utbredningsområde är Tristan da Cunha. Inga underarter finns listade i Catalogue of Life.